# Sumpfstrecke

Wasserhaltung im frühen Tiefbau.
Unten zu sehen die Sumpfstrecke

Die Sumpfstrecke, auch Wasserstrecke, Sumpfort oder einfach Sumpf genannt, ist ein Grubenbau, der als Sammelraum für das anfallende Grubenwasser dient. Gleichzeitig sollen sich Schmutzpartikel, die sich im Wasser befinden, hier absetzen können. Die Sumpfstrecke wirkt außerdem als Reservoir für die Wasserhaltungsmaschinen.

## Grundlagen
Je nach Gebirge fallen in einem Bergwerk unterschiedlich große Mengen an Grubenwasser an. Dieses Grubenwasser muss regelmäßig aus dem Bergwerk abgepumpt werden. Zudem ist das Grubenwasser meistens durch kleines Gestein und Schmutzpartikel verunreinigt und somit trübe. Wird die Wasserhaltung vernachlässigt oder kommt es zu einem plötzlichen Wassereinbruch, kann dies zum Absaufen der Grubenbaue führen. Damit die Hauptstrecken nicht durch das anfallende Grubenwasser absaufen, werden Sumpfstrecken für das Bergwerk angelegt. Gleichzeitig dienen Sumpfstrecken als Puffer, damit die Wasserhaltungsmaschinen nicht ständig in Betrieb gehalten werden müssen.

## Dimensionierung und Aufgaben
Die Sumpfstrecken werden unterhalb der tiefsten Sohlenstrecke angelegt. Ihre Größe bzw. ihr Fassungsvermögen ist davon abhängig, welche Bedeutung die Wasserhaltung für das jeweilige Bergwerk hat und wie stark der Wasserzufluss in dem jeweiligen Bergwerk ist. Bei Bergwerken mit mittleren Wasserzuflüssen und nur einer Wasserhaltung wird die Sumpfstrecke so dimensioniert, dass sie genügend Volumen für die innerhalb von 24 bis 48 Stunden anfallende Wassermenge des Bergwerks bietet. Dies ist bei einem Ausfall der Wasserhaltungsmaschinen oder Reparaturen erforderlich, um den Betrieb aufrechtzuerhalten. Bei Bergwerken mit großen Wasserzuflüssen werden zusätzlich mehrere Wasserhaltungsmaschinen in Reserve gehalten. Dort, wo es betrieblich erforderlich ist, werden mindestens zwei, manchmal auch mehrere Sumpfstrecken verwendet. Um die Strecken voneinander trennen zu können, werden sie mit Türen versehen. Da der auf der Sohle abgesetzte Schlamm in bestimmten Abständen entfernt werden muss, sind auch aus diesem Grund entweder zwei separate Sumpfstrecken oder eine, durch eine Scheidewand getrennte Sumpfstrecke erforderlich. Oftmals werden den Sumpfstrecken auch Vorsumpfstrecken vorgeschaltet, die dann als Kläranlage dienen und in denen sich die im Grubenwasser befindlichen festen Bestandteile absetzen können. Das geklärte Wasser fließt von hier aus über einen Überlauf zur Sumpfstrecke.

## Historische Beispiele

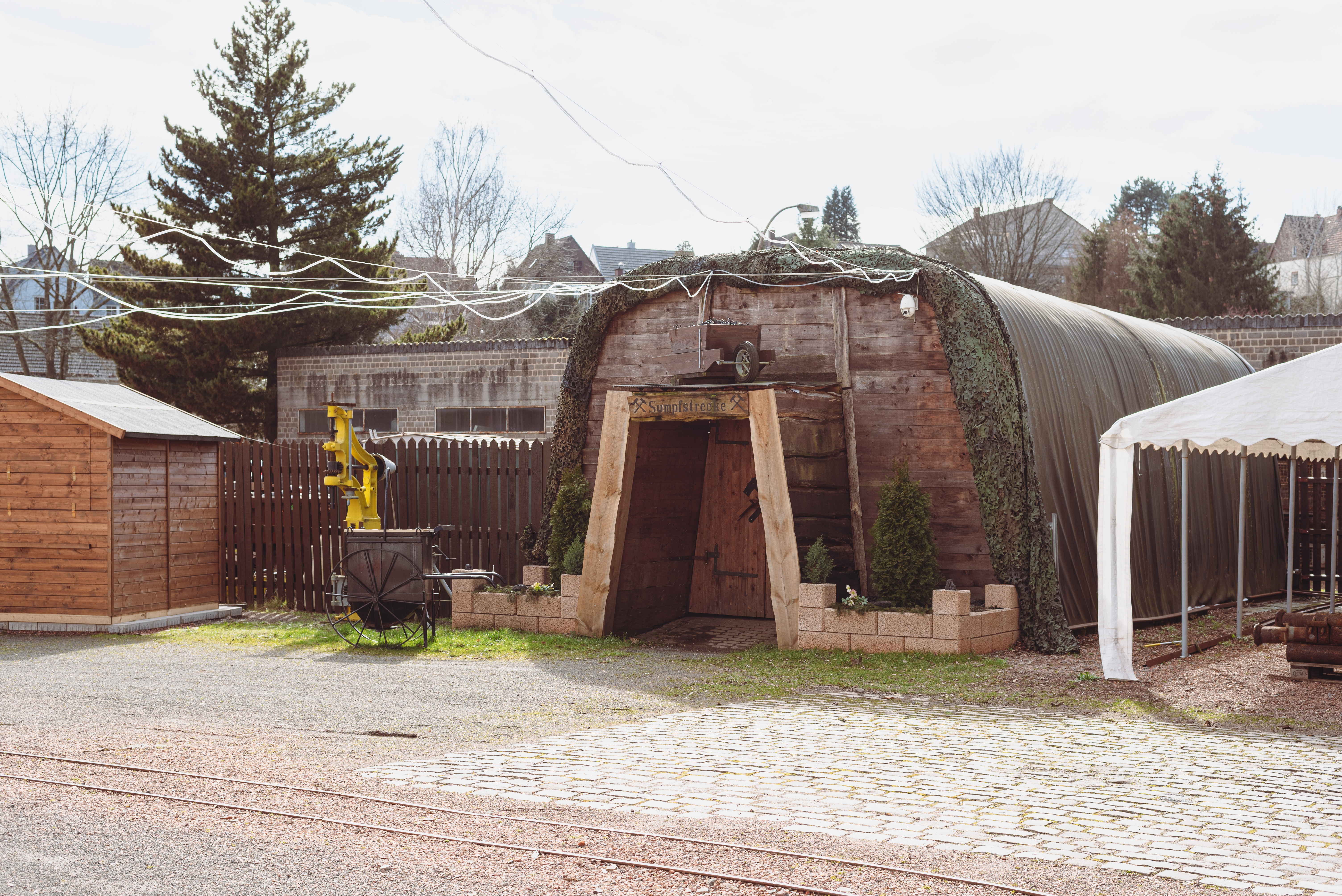
Abgedeckte Sumpfstrecke des Rischbachstollens in St. Ingbert

Im Harzer Bergrevier gab es Wasserstrecken (Tiefe Wasserstrecke), in die das Grubenwasser mehrerer Bergwerke oder Schächte geleitet wurde. Bei Clausthal wurde das Grubenwasser in der Tiefsten Wasserstrecke gesammelt und mit den Wassersäulenmaschinen, die sich am Marienschacht befanden, abgepumpt. Bei den Scharleyer Galmeigruben gab es Sumpfstrecken, die das Grubenwasser des ganzen Bergbaureviers aufnahmen. Von den Sumpfstrecken aus wurden die Wässer einer gemeinschaftlichen Anlage mit sehr starken Wasserhebemaschinen zugeführt.